# The Varukers
The Varukers é uma banda punk formada em 1979 no Reino Unido. O Varukers surgiu na segunda geração do punk rock britânico juntamente com ícones do movimento como The Exploited, GBH e Discharge.

## História
Após o início do punk rock clássico com bandas como The Buzzcocks, Stiff Little Fingers ou Sham 69, o Varukers, entre outros grupos que iniciaram suas atividades em meados de 1979, se caracterizavam pela sonoridade mais agressiva e suja que foi logo classificada como hardcore punk.
Em 1981, o grupo gravou seu primeiro single e tocou muito no circuito de pubs do Reino Unido. Com algumas turnês pela Europa na bagagem, muitas mudanças na formação e vários problemas de ordem pessoal, o vocalista e fundador do grupo Rat, decidiu dar um tempo, e em 1985, o Varukers parou com suas atividades.
Em 1993, Rat resolveu reformular o Varukers, quando voltaram na ativa com força total até os dias de hoje. Em 1994 firmaram a volta aos estúdios com o single "Nothing's Changed" e em 1995 regravaram vários clássicos lançando o álbum Still Bollox, But Still Here! Enfiaram o pé na estrada e ficaram 3 anos em turnê, passando por grande parte da Europa, Japão, Austrália e EUA.
Em 1997, finalmente um álbum com músicas novas foi lançado. Murder trouxe de volta o nome do grupo ao meio com shows memoráveis. Em São Paulo, dividiram o palco com Gritando HC, Olho Seco e Ratos de Porão. Após esta turnê, eles não deram uma parada, e continuaram a tocar pelo mundo todo. Em 2000, eles gravaram um novo álbum pelo selo nova-iorquino Go-Kart, intitulado How Do You Sleep???, seguido de novas turnês nos EUA e Europa.

## Integrantes
- Rat - Vocal
- Biff - Guitarra
- Sean - Guitarra
- Brian - Baixo
- Stick - Bateria

## Discografia

### Álbuns
- Bloodsuckers – 1983
- Prepare for the Attack – 1984
- One Struggle, One Fight – 1985
- Live in Holland – 1985
- Live in Leeds – 1994
- Still Bollox, But Still Here – 1995
- The Punk Singles Collection (81–85) – 1996
- Murder – 1997
- How do you Sleep??? - 2000
- Killing Myself to Live - 2009
- Damned and Defiant - 2017

### Singles
- "Protest and Survive" – 1981
- "I Don't Wanna be a Victim" - 1982
- "Die for your Government" – 1983
- "Led to the Slaughter" – 1983
- "Nothing's Changed" – 1994
- "Humanity" – 1996
- "Another Religion, Another War" – 1983
- "Massacred Millions" – 1984